# Albert Nasse
Albert F. Nasse (St. Louis, 2 luglio 1878 – St. Louis, 21 novembre 1910) è stato un canottiere statunitense.
Nasse partecipò ai Giochi olimpici di Saint Louis 1904 con la squadra Century Boat Club nella gara di quattro senza, in cui conquistò la medaglia d'oro.

## Palmarès
In carriera ha conseguito i seguenti risultati:
- Giochi olimpici

St. Louis 1904: oro nel quattro senza.